# Lies (anatomie)
De liezen (voorvoegsel: inguinaal/inguinale) zijn bij de mens de twee huidplooien die de grens vormen tussen de bovenbenen en het onderlijf.
Onderhuids zitten bij de liezen lymfeklieren. Deze spelen een rol bij het afweersysteem. Bij bepaalde ziekten kunnen deze klieren opgezet raken.
Over de liesband heen loopt het lieskanaal. Door het lieskanaal loopt bij de man de zaadleider en bij de vrouw de ronde baarmoederband. Onder de liesband door lopen spieren, bloedvaten, lymfevaten en zenuwen voor het been.